# جون إيرفاين هنتر
جون إيرفاين هنتر (بالإنجليزية: John Irvine Hunter)‏ هو عالم تشريح أسترالي، ولد في 24 يناير 1898، وتوفي في 10 ديسمبر 1924.